# مناورات فيصل
مناورات فيصل أو (بالإنجليزية: Faisal Maneuvers)‏ هي مناورات عسكرية جوية تكتيكية بين القوات الجوية الملكية السعودية و القوات الجوية المصرية، وتتم بالتبادل بين البلدين, وذلك بهدف تبادل الخبرات ورفع الكفاءة التدريبية للقوات الجوية لكلا البلدين.

## هدف المناورات
- دعم علاقات التعاون العسكري المشترك بين القوات المسلحة في البلدين الشقيقين وتعزيز القدرة على إدارة أعمال جوية مشتركة لإستخدام أسلحة الجو المختلفة
- تنفيذ العديد من العمليات الجوية المشتركة لتوحيد المفاهيم القتالية، ونقل الخبرات المكتسبة والوصول بالقوات الجوية في البلدين لمستوى عال من الكفاءة
- إتقان التكتيكات الجوية الدفاعية والهجومية والعمل كفريق واحد لتنفيذ العمليات الجوية ليلا و نهارا
- مواجهة العمليات المعادية المفاجأة باستخدام الأسلوب الأمثل لاحتوائها وتنفيذ المهام الجوية في ظل وجود الإعاقة الإلكترونية
- تعزيز الكفاءة العملية والاستعداد القتالي للقوات الجوية للبلدين الشقيقين

## فعاليات المناورات
تخطيط وإدارة أعمال قتال مشترك بين القوات الجوية الملكية السعودية والقوات الجوية المصرية، وقيام المقاتلات الحربية متعددة المهام من الجانبين السعودي و المصري بالتدريب على أعمال الدفاع والهجوم المشترك على أهداف حيوية معادية، وتقديم الدعم الإدارى والفنى للقوات المشتركة.

## المناورات المنفذة
- فيصل 10 : جرت فعاليات المناورة بين القوات الجوية الملكية السعودية و القوات الجوية المصرية في 22 يونيو 2013 بقاعدة الملك فهد الجوية بمحافظة الطائف (غرب المملكة العربية السعودية). [2]